# Kvačany (Prešov)
Kvačany (bis 1927 slowakisch auch „Šarišské Kvačany“; ungarisch Kacsány – bis 1907 Kvacsány) ist eine Gemeinde im Osten der Slowakei mit 292 Einwohnern (Stand 31. Dezember 2024) im Okres Prešov, einem Teil des Prešovský kraj, und wird zur traditionellen Landschaft Šariš gezählt.

## Geographie

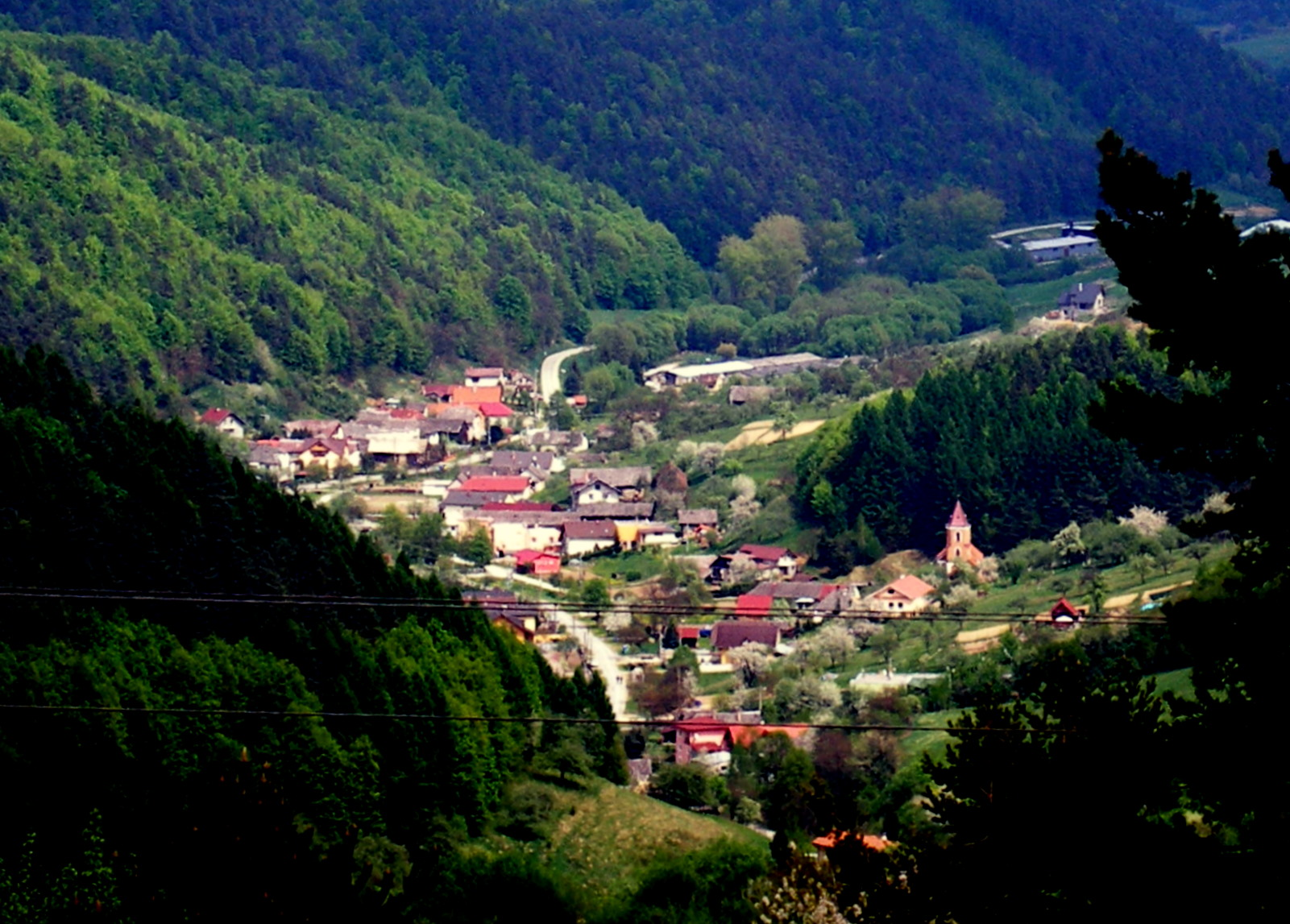
Blick auf Kvačany

Die Gemeinde befindet sich im südlichen Teil des Berglands Šarišská vrchovina im Tal des Baches Kvačiansky potok im Einzugsgebiet der Svinka. Das Ortszentrum liegt auf einer Höhe von 389 m n.m. und ist 17 Kilometer von Prešov entfernt.
Nachbargemeinden sind Žipov im Norden, Bajerov im Osten, Sedlice im Südosten, Miklušovce im Süden und Klenov im Westen.

## Geschichte

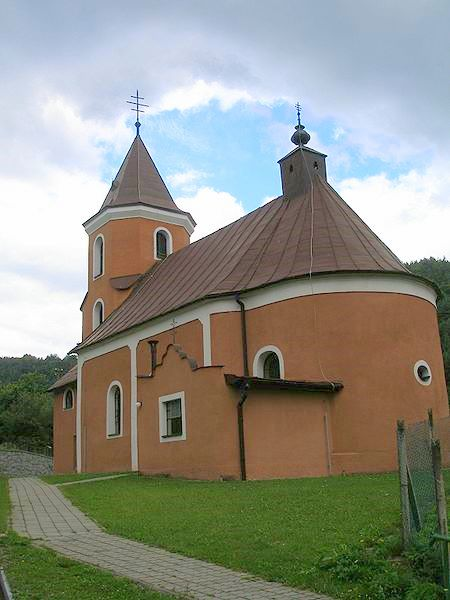
Griechisch-katholische Kirche

Kvačany wurde zum ersten Mal 1626 als Quaczian schriftlich erwähnt. Zu Beginn des 18. Jahrhunderts war das Dorf Besitz des Geschlechts Joanelli.
1787 hatte die Ortschaft 28 Häuser und 205 Einwohner, 1828 zählte man 35 Häuser und 284 Einwohner, die als Fuhrmänner, Holzfäller und -händler, Pfeifenhersteller und Spinner beschäftigt waren. Die Einwohner nahmen 1831 am Ostslowakischen Bauernaufstand teil.
Bis 1918/1919 gehörte der im Komitat Sáros liegende Ort zum Königreich Ungarn und danach zur Tschechoslowakei beziehungsweise heute Slowakei. In der ersten tschechoslowakischen Republik war Landwirtschaft die Haupteinnahmequelle der Bevölkerung. Nach dem Zweiten Weltkrieg arbeitete ein Teil der Einwohner in Industriebetrieben in Städten wie Prešov und Košice.

## Bevölkerung
| Jahr                | 1994 | 2004 | 2014  | 2024    |
| ------------------- | ---- | ---- | ----- | ------- |
| Anzahl der Personen | 250  | 245  | 294   | 292     |
| Unterschied         |      | −2 % | +20 % | −0,68 % |

| Jahr                | 2023 | 2024    |
| ------------------- | ---- | ------- |
| Anzahl der Personen | 284  | 292     |
| Unterschied         |      | +2,81 % |

Nach der Volkszählung 2011 wohnten in Kvačany 271 Einwohner, davon 269 Slowaken. Zwei Einwohner machten keine Angabe zur Ethnie.
153 Einwohner bekannten sich zur römisch-katholischen Kirche, 105 Einwohner zur griechisch-katholischen Kirche und zwei Einwohner zur Evangelischen Kirche A. B. Sieben Einwohner waren konfessionslos und bei vier Einwohnern wurde die Konfession nicht ermittelt.

## Bauwerke und Denkmäler
- griechisch-katholische Kirche aus dem Jahr 1796